# Humberto Cláiber
Humberto Clayber de Souza (São Paulo, 25 de setembro de 1937), é um músico e compositor brasileiro. Foi considerado um dos melhores contrabaixistas da Bossa Nova na década de 1960 quando fez parte do Sambalanço Trio, com César Camargo Mariano e Airto Moreira. Também é reconhecido como um dos melhores gaitistas de harmônica cromática do mundo. Tocou com diversos artistas famosos ao longo de sua carreira, como Cesar Camargo Mariano, Airto Moreira, Hermeto Pascoal, Dick Farney, Oscar Peterson, Manfredo Fest, Claudette Soares, Geraldo Vandré, João Parahyba, José Luiz Nammour, Marcio Scialis, entre outros.

## Biografia
Humberto Clayber, ou Clayber de Souza como é mais conhecido, iniciou sua carreira musical aos 8 anos de idade tocando inicialmente com o grupo que participava do acompanhamento de calouros num programa da Rádio Cultura, Calouros do Rodini, emissora onde foi descoberto. Com esse grupo, começou a participar em shows, se apresentando no Parque Shangai profissionalmente. Em 1956, formou um trio com Zezinho de Lima e Raymundo Paiva e com estes trabalhou como propagandista (endorser) da Hering harmônicas, fazendo demonstrações dos instrumentos da empresa na grande São Paulo. É um dos responsáveis pela popularização da gaita (harmônica de boca) no Brasil, principalmente em São Paulo.
Na década de 1960, integrou alguns grupos de samba-jazz. Primeiramente, em 1963, tocou com o trio Manfredo Fest, como contrabaixista, e gravou o disco de estreia do pianista: Bossa nova, nova bossa. Um ano depois, juntou-se ao Sambalanço Trio, com Cesar Camargo Mariano e Airto Moreira. O grupo tocou na inauguração do João Sebastião Bar, famoso reduto da bossa nova em São Paulo. Gravou cinco álbuns com o grupo e em 1965 o trio se desfez. Assim, com Moreira e Hermeto Pascoal formou o Sambrasa Trio. Esses grupos foram considerados alguns dos mais importantes desse período; portanto, como integrante deles, Clayber foi considerado um dos melhores baixistas da época.
Também tocou no Sambossa 5, no final da década de 1960, e no Jongo Trio (com Paulo Roberto e Toninho), no início da década de 1970. Em 1974 tocou na gravação de conversando no Bar cantada por Elis Regina.
Posteriormente, no final da década de 1970, Clayber parou de tocar baixo e se dedicou a tocar apenas gaita (harmônica de boca). Então, anos depois, foi considerado um dos melhores harmonicistas do mundo, recebendo um diploma da Fábrica de Gaitas Hohner, em 1979. Na verdade, Clayber toca cerca de 40 tipos diferentes de gaita e consegue tocar seis simultaneamente.
Clayber também foi pioneiro no ensino da gaita, tendo desenvolvido seu próprio método, o primeiro método a distância do país, na época por correspondência e fitas K7. Ainda compõe muitas músicas em vários ritmos: bossa nova, jazz, blues, tango, valsa. 

## Discografia
- 1964 - Sambalanço Trio (com Sambalanço Trio)
- 1980 - Sob Medida (Arlequim)
- 1997 - Nos Caminhos Da Bossa (Alegretto)
- 2023 - Clayber De Souza (Studio 8 Records)